# ウシャク
ウシャク（トルコ語: Uşak）は、トルコのエーゲ海地方内陸部にある都市。人口は18万414人（2010年国勢調査）で、ウシャク県の県都。市長アリ・エルドアン（民族主義者行動党）。
地方の中心都市、イズミルの東210kmに位置する。中央アナトリア高原とエーゲ海沿岸双方の気候・農業生産の特徴を兼ね備え、元々強い産業基盤も有していた。電力網が整備されたトルコ初の都市で、市内の皮革業界ではオスマン帝国時代から労使協定が成立していた。共和国初の国営工場は、地元の企業家らのイニシアチブでこの地に置かれた。このような勤勉の伝統は現在も活きており、市内には工業団地が2箇所ある。

## ウシャク絨毯
産業革命以前の段階から、すでにウシャクはとりわけ絨毯の生産・交易の要衝であった。好んで作品中にそれを描きいれた16世紀の画家、ハンス・ホルバインにちなみホルバイン絨毯とも呼ばれるこのウシャク絨毯は、その世界的な評判から単に「ウシャク」で通じる。
絨毯の文様は変化をとげたが、いまも大規模な機織りは健在で、市名は絨毯市場で強いプレゼンスを手織り、機械織りとも維持している。ほかに県内のエシュメ地区もキリムという絨毯で知られる。

## 歴史
この地方を支配した初めての王朝は、紀元前7世紀のフリギアとリュディアであった。1965年にトレジャーハンターによって盗掘された「カルンの財宝」は数十年後、ニューヨークのメトロポリタン美術館で修復が試みられ、これらアナトリア半島諸国家の文明の高さが認められたことから世界的に関心を集めた。リュディア地方は前6世紀にペルシャ帝国、前4世紀にはアレクサンドロス3世（大王）とその後継者に征服された。その後もローマ帝国、ビザンティン帝国、ゲルミヤン侯国と支配者は変遷したが、1429年にオスマン帝国に取って代わられた。
オスマン帝国時代、市名は恋人やミンストレルを意味する Uşşak であった。後者はこの地方の豊かな民俗文学にも関連している。

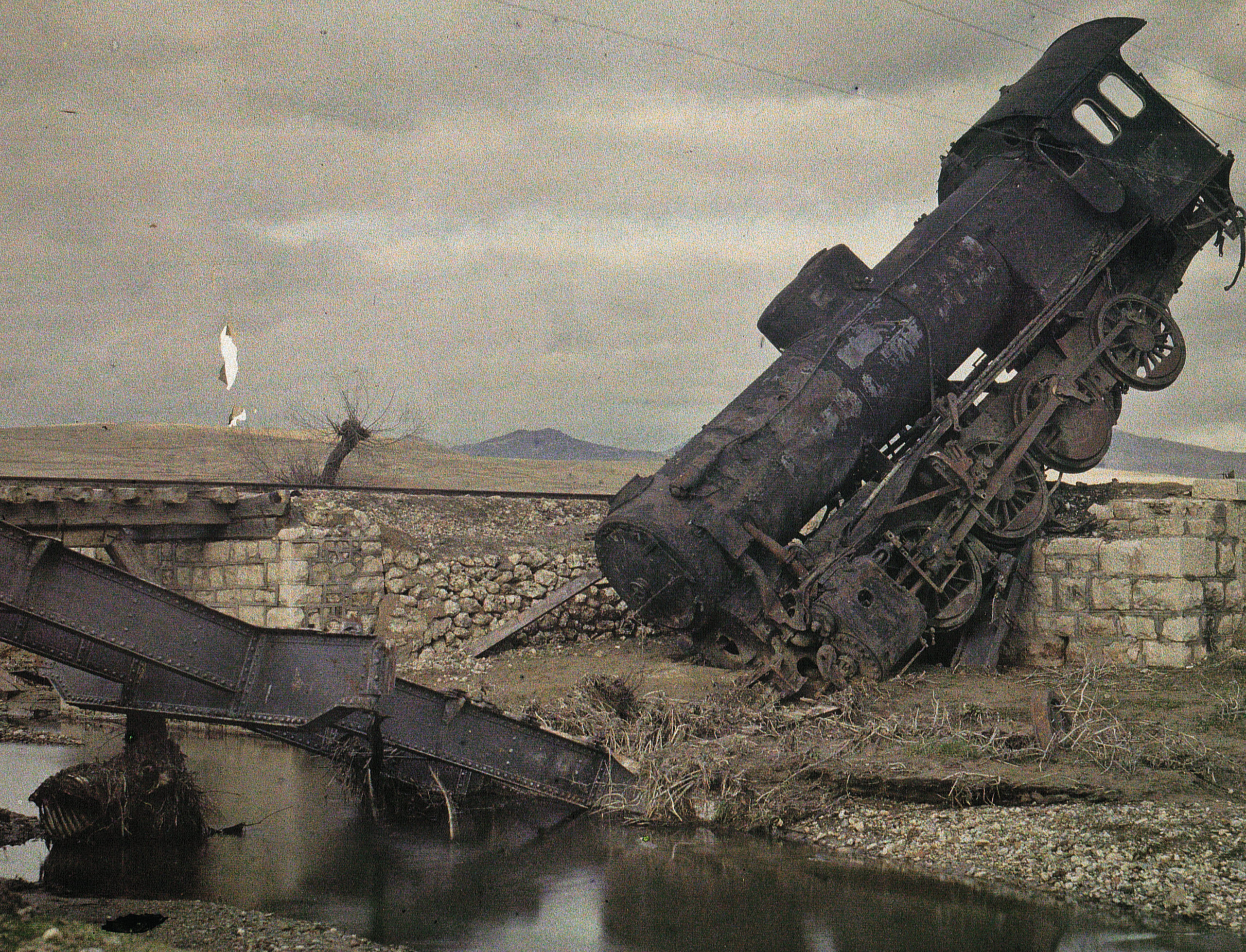
ギリシャ軍に破壊されたウシャクの鉄道。1923年

1920年8月28日から1922年9月1日にかけて、ウシャクはギリシャ陸軍に占領された。ギリシャ軍は撤退時に市街に火を放ったため、壊滅的な被害が出た。軍のニコラオス・トリクピス将軍はその1日後、郊外のギョエム村で拘束され、ため池に放り込まれた。
1953年にウシャク県が設置されるまでは、キュタヒヤ県の主要都市であった。

## 気候
ウシャクは地中海性気候で、夏はカラッとして暑く、冬は時折降雪がある。
| ウシャクの気候                                  | ウシャクの気候 | ウシャクの気候 | ウシャクの気候 | ウシャクの気候 | ウシャクの気候 | ウシャクの気候 | ウシャクの気候 | ウシャクの気候 | ウシャクの気候 | ウシャクの気候 | ウシャクの気候 | ウシャクの気候 | ウシャクの気候 |
| 月                                              | 1月            | 2月            | 3月            | 4月            | 5月            | 6月            | 7月            | 8月            | 9月            | 10月           | 11月           | 12月           | 年             |
| ----------------------------------------------- | -------------- | -------------- | -------------- | -------------- | -------------- | -------------- | -------------- | -------------- | -------------- | -------------- | -------------- | -------------- | -------------- |
| 平均最高気温 °C （°F）                          | 7.2 (45)       | 8.0 (46.4)     | 12.0 (53.6)    | 16.5 (61.7)    | 21.9 (71.4)    | 26.7 (80.1)    | 30.5 (86.9)    | 30.7 (87.3)    | 26.3 (79.3)    | 20.4 (68.7)    | 13.8 (56.8)    | 8.7 (47.7)     | 18.56 (65.41)  |
| 平均最低気温 °C （°F）                          | −1.1 (30)      | −0.8 (30.6)    | 1.5 (34.7)     | 5.4 (41.7)     | 9.3 (48.7)     | 12.8 (55)      | 15.8 (60.4)    | 15.8 (60.4)    | 11.9 (53.4)    | 8.0 (46.4)     | 3.5 (38.3)     | 0.7 (33.3)     | 6.9 (44.41)    |
| 降水量 mm （inch）                              | 63.1 (2.484)   | 65.1 (2.563)   | 55.3 (2.177)   | 56.2 (2.213)   | 44.9 (1.768)   | 22.6 (0.89)    | 18.1 (0.713)   | 12.7 (0.5)     | 17.7 (0.697)   | 43.4 (1.709)   | 65.4 (2.575)   | 74.7 (2.941)   | 539.2 (21.23)  |
| 平均降雨日数                                    | 11.6           | 10.8           | 10.4           | 11.2           | 9.9            | 5.1            | 3.1            | 2.3            | 3.5            | 6.9            | 8.5            | 12.0           | 95.3           |
| 平均月間日照時間                                | 124            | 126            | 173.6          | 204            | 275.9          | 321            | 356.5          | 344.1          | 288            | 220.1          | 150            | 120.9          | 2,704.1        |
| 出典：Devlet Meteoroloji İşleri Genel Müdürlüğü |                |                |                |                |                |                |                |                |                |                |                |                |                |

## 姉妹都市
- シャルルロワ（ベルギー）
- オッフェンバッハ（ドイツ）
- アスタナ（カザフスタン）
- ベスニ（英語版）（トルコ）